# Линейные крейсера типа «Ринаун»
Линейные крейсера типа «Ринаун» — тип линейных крейсеров Королевского военно-морского флота Великобритании, построенных во время Первой мировой войны. Построены два корабля: «Ринаун» (англ. Renown) и «Рипалс» (англ. Repulse). По сравнению с предшественниками, линейными крейсерами типа «Лайон», «Куин Мэри» и «Тайгером», имели более мощное вооружение из 381-мм орудий и более высокую скорость хода, однако были слабее бронированы.
Оба корабля вошли в строй под конец Первой мировой войны и не успели поучаствовать в основных её сражениях (за исключением Второй битвы в Гельголандской бухте в 1917 году, в которой принял ограниченное участие «Рипалс»). В отличие от предыдущих типов линейных крейсеров, по условиям Вашингтонского морского договора оба корабля не были пущены на слом и после ряда модернизаций приняли участие во Второй мировой войне. «Рипалс» был потоплен японской авиацией 10 декабря 1941 года вместе с новым линкором «Принс оф Уэлс». «Ринаун» прослужил всю войну и в 1948 году был отправлен на слом.

## История разработки
В октябре 1914 года адмирал Джон Фишер снова занял пост Первого морского лорда. Благодаря своим организаторским способностям Фишер начал реализовывать масштабную программу строительства кораблей: эсминцев, подводных лодок, патрульных судов и судов для обеспечения десантных операций. Он избежал обычных бюрократических процедур, напрямую работая с проектантами, верфями и субподрядчиками. Система взаимоотношений была основана на взаимном доверии — работы могли начаться ещё до заключения контрактов.
Не забыл Фишер и о своём любимом детище — линейных крейсерах. Его взгляды на них не изменились. Ещё в 1912 году в письме Уинстону Черчиллю Фишер настаивал на необходимости строить капитальные корабли со скоростью в 30 узлов. Он считал, что преимущество в скорости, наряду с мощным вооружением, даёт тактические и стратегические преимущества, поэтому требовал достигать их любой ценой, даже за счёт радикального ухудшения защищённости кораблей. Эта слабость Фишера к линейным крейсерам была знакома Черчиллю, но тот относился к идее строительства слабо защищённых капитальных кораблей весьма прохладно. В своё время после ухода Фишера он настоял на прекращении постройки линейных крейсеров, заложив в рамках программы 1912—1913 годов быстроходные дредноуты типа «Куин Элизабет», за которыми по программе 1913—1914 годов последовали дредноуты типа «Ройал Соверен».
Британцы имели на руках ошибочные разведданные о том, что новый германский «Лютцов» будет иметь скорость в 28 узлов, а вооружение из 14-дюймовых или, возможно, даже 16-дюймовых орудий. Поэтому Фишер считал необходимым строить линейные крейсера с ещё большей, 32-узловой скоростью. Пользуясь своим служебным положением, он самостоятельно заказал главному строителю флота Д’Эйнкорту (англ. Eustace d'Eyncourt) проект, названный Фишером «Rhadamanthus» («Радамант»). Крейсера при скорости в 32 узла должны были нести вооружение из шести 381-мм орудий. Черчилль был против этих планов, считая, что они станут бесполезным отвлечением большого количества ресурсов, так как постройку всё равно не успеют завершить вовремя, то есть до завершения боевых действий. Фишер убеждал Черчилля, что по опыту строительства «Дредноута» постройка при определённых усилиях может быть завершена очень быстро. Он обращал внимание на два заложенных Фэйерфилд (англ. Fairfield Shipbuilding) и Палмерс (англ. Palmers Shipbuilding) дредноута программы 1914—1915 годов — соответственно «Ринаун» и «Рипалс». Работы на них были приостановлены 26 августа 1914 года, так как предполагалось, что их не успеют достроить до окончания войны. Фишер для ускорения работ предложил «перестроить» их в линейные крейсера.
«Перестройка» была мнимой. Дредноуты, по сути, существовали только на бумаге, и это всё равно должна была быть постройка крейсеров с нуля. Фишер же рассчитывал сэкономить время за счёт наличия уже подписанных контрактов на закупку материалов и комплектующих. Особенно это касалось 381-мм орудий и установок, на производство которых времени требовалось практически столько же, сколько на постройку самого корабля. В поддержку усилий Фишера сыграли результаты Фолклендского сражения 8 декабря 1914 года, которые он интерпретировал как триумф его идей. К тому же он заручился поддержкой адмиралов Джеллико и Битти. В итоге Черчилль поддался давлению и 28 декабря сумел получить одобрение Кабинета министров на строительство двух крейсеров по контрактам и с именами заказанных дредноутов. Верфь Палмерс оказалась неспособна построить корпус с габаритами, как у нового крейсера, и её заказ передали верфи Джона Брауна в Клайдбанке.
Фишер 29 декабря лично договорился с подрядчиками, что строительство начнётся 30 декабря 1914 года и сроки будут ускоренными — 15 месяцев. При этом изменённые контракты были подписаны только 10 марта 1915 года, через шесть месяцев после фактического начала работ.
Проектирование
18 декабря 1914 года Фишер направил главному конструктору флота запрос на разработку проекта крейсера со следующими характеристиками:
- длинный, высокий с развалом борт, как на броненосце 2-го класса «Ринаун»;
- четыре 381-мм орудия в двух башнях;
- 20 102-мм противоминных орудий с размещением на верхней палубе с щитами;
- никакого иного артиллерийского и торпедного вооружения;
- скорость 32 узла;
- котлы только на нефти;
- бронирование как у «Индефатигебла».

Д’Эйнкорт в своих воспоминаниях настаивает, что получил этот запрос только 19 декабря. На следующий день были сделаны приблизительные расчёты. Однако Фишер изменил свои требования, увеличив количество 381-мм орудий до шести и добавив два торпедных аппарата. Новые расчёты были предоставлены 21 декабря, и 24-го подготовлен дизайн нового проекта. После внесения изменений по замечаниям от Фишера новый проект был подготовлен 29 декабря. После одобрения Черчиллем 30 декабря начались проектные работы. Характеристики были утверждены в этот же день. Если не учитывать боевую ценность самих крейсеров, Д’Эйнкорт гордился скоростью проведения проектных работ и тем, что, несмотря на спешку, удалось практически без изменений уложиться в требования.
За первую неделю декабря отделом проектирования были осмотрены материалы, заготовленные верфями для линкоров «Рипалс» и «Ринаун» с целью определения их возможного использования, а материалы с верфи Палмерс были переданы Джону Брауну. К середине января верфи получили всю информацию по постройке корпуса до уровня второго дна с целью заказа дополнительных материалов у подрядчиков, и 25 января, в день 74-летия Фишера, были заложены оба корабля. К концу января были разработаны и переданы на верфи все чертежи по корпусным конструкциям. Весь комплект чертежей был подготовлен 12 апреля 1915 года и через 10 дней утверждён советом Адмиралтейства. Изменения по сравнению с характеристиками, утверждёнными 30 декабря, были минимальными.
Изменения в первую очередь были вызваны переоценкой габаритов силовой установки и бронирования, что повлекло увеличение водоизмещения на 500 т. Ещё 115 дополнительных тонн были выделены на противоторпедную сеть, но от неё в августе 1915 года отказались. Первоначальная батарея из 27 102-мм противоминных орудий, защищённых 76-мм бронёй, была уменьшена до 17 орудий в установках с защитой открытыми щитами. При этом 15 из этих орудий были размещены в новых трёхорудийных установках.
В процессе строительства были сделаны следующие изменения:
1. В апреле 1915 года было принято решение для экономии веса и времени постройки не обшивать палубы деревом. Для компенсации теплоизоляционных свойств 70 т линолеума было уложено в жилых отсеках и 7 тонн на палубах. На палубе полубака в районе адмиральской каюты был уложен кортисен (пробковая масса).
2. В мае 1915 года по опыту испытаний «Куин Элизабет» решили усилить носовую оконечность.
3. В январе 1915 года Фишер настоял на включении в состав вооружения 20 мин. Это вызвало ряд проблем с компоновкой, и 21 июля, после ухода Фишера с поста Первого лорда, глава Отдела кораблестроения Адмиралтейства сэр Юстас Теннисон д’Эйнкорт попросил убрать их из проекта. Это было санкционировано на следующий день.
4. В ноябре 1915 года обнаружили, что 381-мм башни имеют вес на 20 т больше расчётного. 60 т было решено взять из 130-тонного запаса водоизмещения.

В результате переделок оценка изменения водоизмещения была следующей:
Увеличение веса:
- Корпусные конструкции (включая 50 дополнительных тонн на литьё) — 339 т;
- Увеличение веса 381-мм башен — 60 т;
- Дополнительный вес 102-мм установок (включая 7 т на два командно-дальномерных поста и платформы под них) — 34 т;
- Установка турбинных насосов и арматуры в каждой кочегарке — 20 т.

Итого рост веса 453 т.
Сэкономить удалось на следующем:
- Удаление противоторпедных сетей — 115 т;
- Удаление минного вооружения — 20 т;
- Экономия на гильзах 102-мм орудий за счёт перехода от скорострельных (QF) на казно-зарядные (BL) орудия, то есть с раздельного-гильзового на картузное заряжание.

Итого экономия 151 т.
На массе корпуса сэкономили 37 тонн за счёт снятия крепления сетей и 9 тонн за счёт отказа от кормового отсека управления артиллерийским огнём. Однако эти цифры учтены в росте массы корпуса.
Суммарно эти изменения увеличили полное расчётное водоизмещение на 287 тонн — до 26 787 т. Актуальные цифры на момент постройки составили 26 854 т для «Рипалса» и 27 420 т для «Ринауна».
| Изменение тактико-технических характеристик в процессе разработки и постройки | Изменение тактико-технических характеристик в процессе разработки и постройки | Изменение тактико-технических характеристик в процессе разработки и постройки | Изменение тактико-технических характеристик в процессе разработки и постройки | Изменение тактико-технических характеристик в процессе разработки и постройки |
| Проект/корабль                                                                | «Радамантус»                                                                  | «Радамантус»                                                                  | «Ринаун»                                                                      | «Рипалс»                                                                      |
| ----------------------------------------------------------------------------- | ----------------------------------------------------------------------------- | ----------------------------------------------------------------------------- | ----------------------------------------------------------------------------- | ----------------------------------------------------------------------------- |
| Дата                                                                          | 19 декабря 1914                                                               | 21 декабря 1914                                                               | 30 декабря 1914                                                               | 22 апреля 1915                                                                |
| Длина между перпендикулярами, м                                               | 192,024                                                                       | 228,6                                                                         | 228,6                                                                         | 228,6                                                                         |
| Длина максимальная, м                                                         |                                                                               |                                                                               | фактич. 242,05                                                                | фактич. 242,075                                                               |
| Ширина, м                                                                     | 22,55—22,86                                                                   | 27,43                                                                         | 27,43                                                                         | 27,43                                                                         |
| Осадка, м                                                                     | 7,9—8,2                                                                       | 7,6                                                                           | 7,6 носом, 7,9 кормой                                                         | 7,6 носом, 7,9 кормой                                                         |
| Водоизмещение, дл. тонн                                                       | 18 750                                                                        | 25 750                                                                        | 26 000                                                                        | 26 500                                                                        |
| Мощность ЭУ, л. с./ МВт                                                       | 105 000 78,3                                                                  | ?                                                                             | 112 000 83,52                                                                 | 112 000 83,52                                                                 |
| Максимальная скорость, узлы                                                   | 32                                                                            | 32                                                                            | 32                                                                            | 32                                                                            |
| Вооружение                                                                    | 4×381-мм 20×102-мм                                                            | 6×381-мм 20×102-мм 2×533-мм ТА                                                | 6×381-мм 25×102-мм 2×533-мм ТА                                                | 6×381-мм 17×102-мм 2×76-мм 2×533-мм ТА                                        |
| Пояс, мм                                                                      | 152 / 102 / 76                                                                | 152                                                                           | 152+102 оконечности                                                           | 152+102 нос 76—102 корма                                                      |
| Барбеты, мм                                                                   | 203                                                                           |                                                                               | 178                                                                           | 178                                                                           |
| Палуба, мм                                                                    |                                                                               |                                                                               | 25+51 скосы                                                                   | 25+51 скосы                                                                   |
| Статьи весовой нагрузки, дл. тонны                                            |                                                                               |                                                                               |                                                                               |                                                                               |
| Оборудование                                                                  | 700                                                                           |                                                                               | 750                                                                           | 800                                                                           |
| Вооружение                                                                    | 2200                                                                          |                                                                               | 3400                                                                          | 3335                                                                          |
| ЭУ                                                                            | 4800                                                                          |                                                                               | 5325                                                                          | 5660                                                                          |
| Инженерные запасы                                                             |                                                                               |                                                                               | 125                                                                           | 120                                                                           |
| Нефть                                                                         | 800                                                                           |                                                                               | 1000                                                                          | 1000                                                                          |
| Броня                                                                         | 3000                                                                          |                                                                               | 4470                                                                          | 4770                                                                          |
| Корпус                                                                        | 7400                                                                          |                                                                               | 10 800                                                                        | 10 800                                                                        |
| Запас водоизмещения                                                           |                                                                               |                                                                               | 130                                                                           | 15                                                                            |
| Проектное водоизмещение                                                       | 18 900                                                                        |                                                                               | 26 000                                                                        | 26 500                                                                        |
| в метрических тоннах                                                          | 19 202                                                                        |                                                                               | 26 416                                                                        | 26 924                                                                        |

## Конструкция

### Корпус
В конструкции корпуса был применён ряд нововведений. Развал бортов был сделан по всей длине корабля, однако, поскольку это привело к уменьшению ширины корпуса по ватерлинии и ухудшению остойчивости, корпус получил бортовые наделки — були. Вертикальными переборками були были разделены на несколько полостей, которые использовались для хранения топлива и были включены в систему противоторпедной защиты. Погружение корпуса на единицу дополнительного веса было гораздо меньше, чем у кораблей с традиционными обводами, — увеличению осадки на 1 см соответствовало увеличение водоизмещения на 40,6 т.
Корпус имел заметную седловатость в оконечностях. Полубак занимал примерно ¾ длины корпуса. Высота надводного борта осталась такой же большой, как и на предшествующем «Тайгере», — 9,8 м в носу, 7,2 м на миделе и 5,8 м — в корме. В носовой части развал шпангоутов был увеличен, что вместе с высоким бортом обеспечивало высокую по тем временам мореходность. «Ринауны» имели длинный корпус — отношение его длины к ширине составляло 8,82. Вместе с плотной компоновкой надстроек и двумя крупными дымовыми трубами это придавало крейсерам стройный и стремительный вид.
Силовой набор в центральной части корпуса производился по поперечной схеме, в оконечностях основными становились продольные связи. Все соединения выполнялись клёпкой. По опыту эксплуатации «Куин Элизабет» корпус в носу усилили, хотя он в этом месте и так был прочнее, чем на прародителе — «Тайгере», у которого таких проблем не было. Правда, при эксплуатации выяснилось, что слабые места всё-таки есть. Элементы набора у барбетов повреждались при стрельбе, и их пришлось усилить дополнительными переборками и пиллерсами. В шторм палуба полубака между клюзами не выдерживала, и её также пришлось усиливать, причём два раза. Существенным недостатком была вибрация корпуса на скоростях выше 25 узлов. Кроме того, при скоростях, начиная с 30 узлов, начинало заливать ют.
После ввода в строй обе трубы имели одинаковую высоту — 26,8 м над проектной ватерлинией, но, чтобы снизить задымление переднего мостика, ещё в 1916 году в процессе испытаний высоту носовой трубы увеличили примерно на 1,8 м.
Экономя вес и время постройки, деревянный настил палубы не ставили. Для сохранения теплоизоляционных свойств все палубы в пределах жилых помещений застелили деревом вместо обычного линолеума.
Линейные крейсера типа «Ринаун» несли три бесштоковых якоря весом по 7,37 т. Два из них находились в носовых клюзах, а третий был запасным. В корме находился один 3-т вспомогательный якорь. шпили первоначально имели паровой привод, но при модернизации на «Ринауне» его заменили на электрический.
| Водоизмещение по годам             | Водоизмещение по годам | Водоизмещение по годам | Водоизмещение по годам | Водоизмещение по годам | Водоизмещение по годам | Водоизмещение по годам | Водоизмещение по годам | Водоизмещение по годам |
|                                    | в длинных тоннах       | в длинных тоннах       | в длинных тоннах       | в длинных тоннах       | в метрических тоннах   | в метрических тоннах   | в метрических тоннах   | в метрических тоннах   |
|                                    | нормальное             | облегчённый корабль    | стандартное            | полное                 | нормальное             | облегчённый корабль    | стандартное            | полное                 |
| ---------------------------------- | ---------------------- | ---------------------- | ---------------------- | ---------------------- | ---------------------- | ---------------------- | ---------------------- | ---------------------- |
| проект                             | 26 500                 |                        |                        | 30 835                 | 26 925                 |                        |                        | 31 330                 |
| «Ринаун», 1917                     | 27 420                 |                        |                        | 32 663                 | 27 860                 |                        |                        | 33 187                 |
| «Рипалс», 1921                     | 32 740                 |                        |                        | 37 490                 | 33 265                 |                        |                        | 38 092                 |
| «Ринаун», 1926                     | 32 520                 | 32 130                 | 32 000                 | 37 150                 | 33 042                 | 32 646                 | 32 514                 | 37 746                 |
| «Рипалс», 1933 до реконструкции    | 34 800                 |                        |                        | 38 100                 | 35 358                 |                        |                        | 38 711                 |
| «Рипалс», 1933 после реконструкции |                        |                        |                        | 38 300                 |                        |                        |                        | 38 915                 |
| «Ринаун», 1939                     |                        | 30 025                 | 30 750                 | 36 080                 |                        | 30 507                 | 31 243                 | 36 659                 |
| «Ринаун», 1944                     |                        | 32 025                 |                        | 38 395                 |                        | 32 539                 |                        | 39 011                 |

Прожектора
При вступлении в строй крейсера оснащались восемью 914-мм боевыми прожекторами. Два из них стояли на компасной площадке на мостике, два на площадках вокруг носовой трубы и четыре на площадке вокруг кормовой трубы. На «Ринауне» все прожекторные площадки находились на одной высоте и соединялись между собой переходными мостиками. На «Рипалсе» один из постов был выше других. Кроме боевых, у основания носовой трубы были расположены два сигнальных 610-мм прожектора.
В 1917 году прожекторные площадки вокруг кормовой трубы сделали закрытыми, в виде рубок. Оба прожектора с носовой трубы перенесли на новую платформу на грот-мачте, а прожекторы компасной площадки — на адмиральский мостик.
Мореходность и управляемость
Хотя по современным меркам мореходность новых линейных крейсеров была скромной, она была значительно лучше, чем у современных им британских дредноутов. Высокий борт и его развал уменьшали забрызгивание оптики и мостика. На испытаниях командир «Рипалса» отмечал, что даже при 8-балльном волнении крейсер хорошо всходил на волну, а качка была небольшой и плавной. Плавность качки обеспечивалась значением метацентрической высоты. В 1916 году на «Рипалсе» при водоизмещении 25 580 т её значение составляло 0,75 м, увеличиваясь до 0,85 м при нормальном водоизмещении в 26 584 т и до 1,86 м при полном в 31 592 т. После первой модернизации за счёт добавления нижнего веса остойчивость повысилась, при этом значения метацентрической высоты выровнялись. На «Ринауне» в результате последней предвоенной модернизации значения метацентрической высоты уменьшились, но оставались в допустимых пределах.
Вместе с тем крейсера на протяжении всей карьеры оставались весьма «мокрыми» кораблями. Полубак за носовыми башнями был постоянно залит слоем воды в несколько сантиметров, а из-за большой длины крейсера врезались примерно в каждую третью волну. Сильно заливалась верхняя палуба за изломом полубака, а кормовая башня «Y» при сильном волнении практически «плавала» в воде.
Несмотря на длинный корпус и единственный руль, крейсера хорошо следовали перекладке и обладали неплохой поворотливостью — диаметр тактической циркуляции составлял порядка 3 длин корпуса.
Экипаж
Невысокий уровень бронирования позволил разместить два ряда иллюминаторов чуть ли не по всему борту, так что проблем с размещением экипажа не было. Жилые помещения были просторными, с довольно большой межпалубной высотой. Большая часть офицерских помещений находилась на юте. На верхней палубе в надстройке, вблизи комфортабельной кают-компании, находились только каюты старших офицеров. Кубрики команды размещались в носовой части на уровне верхней и средней палуб. В мирное время экипаж по штату состоял из 953 человек, увеличиваясь в военное до 1043 человек. При использовании в качестве адмиральского корабля экипаж увеличивался на 14 человек. Сами помещения для адмирала и его штаба находились в кормовой надстройке и традиционно для британцев были просторными.
Численность команды постоянно росла. Перед войной по штату «Ринаун» имел уже экипаж из 1205 матросов и офицеров. На «Рипалсе» в последнем бою в состав команды входило более 1300 человек. В 1945 году экипаж «Ринауна» насчитывал 1433 человека. Условия обитания были достаточно комфортными. Даже в матросских кубриках за счёт принудительной вентиляции условия обитания в тропиках были приемлемыми, а установка в результате модернизаций электрообогревателей и улучшение освещения компенсировало более тесные условия обитания увеличившегося экипажа. Кроме стандартных для британских кораблей камбузов, пекарен и холодильников, на обоих крейсерах имелся даже кинозал.

### Вооружение
Главный калибр
Основным вооружением линейных крейсеров были шесть 381-мм орудий Mk.I с размещением по линейно-возвышенной схеме в трёх двухорудийных башнях Mk.I*. Башни обозначались считая с носа в корму как «A», «B» и «Y». Орудия и башни были практически идентичны устанавливавшимся на дредноутах типа «Ривендж» и фактически были для них и заказаны. Из соображения экономии веса было только уменьшено бронирование: лобовое — с 330 до 229 мм, боковое — с 280 до 178 мм, а крыши — с 127 до 108 мм.
381-мм орудие Mk.I имело длину ствола 42 калибра, скрепление ствола проволокой (стальной лентой) и поршневой затвор системы Велина. Несмотря на не самую прогрессивную конструкцию с проволочным скреплением ствола, умеренная баллистика позволила получить орудие с хорошей живучестью — 335 выстрелов — и обеспечить высокую точность огня. Орудие было выполнено по концепции «тяжёлый снаряд, умеренная начальная скорость» — снаряду массой 872 кг сообщалась скорость в 747 м/с. Заряд кордита MD19 общим весом 194 кг разбивался на четыре части находился в шёлковых картузах. Для учебных целей и обстрела берега имелся пониженный заряд массой 146 кг.
Двухорудийная установка Мk.I* обеспечивала углы подъёма орудий от −5° до +20°. Заряжание производилось при любом угле возвышения орудий. При максимальном угле возвышения дальность стрельбы снарядом массой 872 кг была 21 385 м (115 каб). Горизонтальная и вертикальная наводка осуществлялась с помощью гидропривода со скоростями 2 и 5 °/с соответственно. Рабочим телом была вода. Хотя гидравлическая система постоянно протекала, в целом установки считались весьма надёжными. Техническая скорострельность достигала 2 выстрелов в минуту. В результате послевоенных модернизаций установки были доработаны до уровня Мк. IN*. Угол возвышения составил 30°, но теперь заряжание осуществлялось при постоянном угле в 5°.
По проекту боезапас составлял по 120 снарядов на ствол. По сравнению с дредноутами он был увеличен из-за расчёта на стрельбу на большой дистанции. В первоначальный боекомплект входили снаряды трёх типов — бронебойный с бронебойным наконечником, полубронебойный «коммон» и фугасный с содержанием взрывчатого вещества до 9 %. В межвоенный период наблюдалась тенденция унификации боезапаса, и к началу Второй мировой войны его основу составляли бронебойные снаряды нового типа. Кроме того, при модернизации 1930-х годов появилась возможность вести стрельбу с применением усиленных зарядов. Стрельба обычно велась новыми бронебойными снарядами с радиусом оживала 10 калибров, которых в боезапасе было 20 штук. Усиленным зарядом такому снаряду обеспечивалась начальная скорость в 805 м/с. Состав боекомплекта в ходе войны постоянно менялся.
Противоминный калибр
Джон Фишер был принципиальным противником установки 152-мм орудий на линкорах и линейных крейсерах, считая, что при необходимости защиту от атак эсминцев противника обеспечат собственные крейсера и эсминцы. Поэтому он настоял на возврате к 102-мм орудиям. В целом удачное 102-мм орудие QF Mk.V не могло быть интегрировано в централизованную систему управления стрельбой. В нём отсутствовал электрозапал, поэтому залп при замыкании цепи стрельбы в посту управления был невозможен. В связи с этим первоначально планировалось установить на крейсера орудия BL Mk.VIII. Однако надёжность этой модели вызывала нарекания, и в итоге было разработано новое орудие BL Mk. IX, у которого ствол был взят от Mk.V, а затвор — от Mk.VIII.
Чтобы как-то компенсировать уменьшение разрушительной силы снаряда, было решено увеличить количество орудий в залпе. Для этой цели, минуя разработку двухорудийной, конструкторы создали новую трёхствольную установку T.I-Mk.I. Углы склонения новой установки составлял от −10° до + 30°, максимальная дальность стрельбы — 12 344 м (66,5 каб). Установка получилась не очень удачной.
Во-первых, она была сравнительно тяжёлой — 17,5 т. Из-за отсутствия силового привода это привело к малой подвижности установки, что для противоминного калибра является серьёзным недостатком.
Во-вторых, заряжанию среднего орудия мешала прислуга боковых орудий. Поэтому его темп стрельбы был заметно ниже теоретических 10-12 выстрелов в минуту. Общая скорострельность трёхорудийной установки лишь незначительно превышала таковую для двухорудийной. К тому же в штат установки вошло 32 человека, что по сравнению со штатом башни главного калибра в 64 человека выглядело перебором.
Единственным плюсом такой установки явилась простота размещения. Всего было установлено пять установок, получивших хорошие углы обстрела. Две установки побортно стояли на платформе боевой рубки, а остальные были размещены в диаметральной плоскости: одна между кормовой дымовой трубой и грот-мачтой, а две линейно-возвышенно на кормовой надстройке. Противоминный калибр дополняли ещё два 102-мм орудия Mk.lX на одиночных станках CP.I. Они стояли по бортам от носовой надстройки, сразу за башней «В».
Во время Первой мировой войны боекомплект составлял по 150 снарядов на ствол — 45 полубронебойных и 105 фугасных. После войны их боезапас увеличили до 200 на ствол — 50 коммонов и 150 фугасных, из которых 30 оснащались трассёром для ведения ночной стрельбы. Дополнительно на борт принималось 100 осветительных снарядов, так что общий боезапас составлял 3500 102-мм снарядов.
Зенитное вооружение
По проекту зенитное вооружение состояло из двух 76-мм зениток 20 cwt Mk.I в установках HA Mk.II с боекомплектом по 150 снарядов на ствол. Они располагались на палубе надстройки по бокам от второй дымовой трубы.
Кроме 76-мм зениток, устанавливались четыре 47-мм орудия Гочкиса с боекомплектом по 64 выстрела на ствол и пять пулемётов Максима. Орудия Гочкиса собирались использовать в основном в качестве салютных в мирное время, поэтому «Рипалс» и «Ринаун» вступили в строй без них. Для нужд корабельного отряда морской пехоты имелась 76-мм десантная пушка и 15 пулемётов — пять станковых «максимов» и десять «льюисов».
В ходе модернизаций всё артиллерийское вооружение, кроме главного калибра, неоднократно менялось. Изменения в первую очередь касались замены неудачных 102-мм противоминных орудий и усиления зенитного вооружения.
Первыми были установлены 102-мм зенитные орудия Мk.V в установках НА Mk.III. Орудие оснащалось клиновым горизонтальными затвором и сообщало снаряду весом около 14 кг начальную скорость в 728 м/с. Заряжание было ручным, скорострельность с тренированным расчётом достигала 20 выстрелов в минуту.
В ходе модернизации 1933—1936 годов «Рипалс» получил довольно редкую 102-мм спарку Мk.XVIII с орудиями Mk.XIV. По сути, это был экспериментальный образец для отработки установки «межпалубного типа», послуживший затем образцом при разработке 114-мм установок. В 1941 году «Рипалс» должен был получить новые 102-мм зенитки Mk.XVI в установках Мk.XIX, но эти работы осуществить не успели.
В ходе модернизации 1936—1939 годов на «Ринауне» были установлены 114-мм орудия Mk I и Mk III. Они были взаимозаменяемы, сходны по конструкции и отличались по сути только конструкцией запального устройства. В общей сложности было установлено только четыре орудия Mk I, остальные представляли собой модификации Mk III. Орудие имело унитарное заряжание. Масса выстрела — 41,6 кг, снаряда — 25 кг. Начальная скорость составляла 746 м/с. Двухорудийная установка Mk.II была так называемого «межпалубного» типа — BD (англ. Between Decks). Основная часть башни находилась внутри корпуса, а над палубой возвышалась только верхняя часть. Хотя установка весила 39 т, она была более подвижной, чем 133-мм орудия «Кинг Джорджей», и была значительно лучше приспособлена для стрельбы по новым скоростным самолётам.
Верхняя часть башни прикрывалась стальными листами толщиной 12,7 мм, основание башни вместе с перегрузочными отделениями защищалось 51-мм бронёй. Подача боезапаса в перегрузочное отделение осуществлялась электрическими подъёмниками в виде бесконечной ленты. Здесь они перегружались во вращающиеся трёхъячеечные вертикальные барабаны. Из барабанов выстрелы подавались установщикам дистанционных трубок и затем на зарядные поддоны. Система подачи, хотя и была достаточно сложной, обеспечивала скорострельность до 14-15 выстрелов, падая при продолжительной стрельбе.
В состав боезапаса входило два типа снарядов — полубронебойный и фугасный. Из фугасных четверть имели дистанционную трубку для стрельбы по воздушным целям. В ходе войны поняли важность для ПВО такого вида боеприпасов, и их долю довели сначала до 50 % от общего боезапаса, а потом увеличили ещё больше. К концу войны у британцев появились снаряды с радиовзрывателем, полученным от американцев.
В качестве зенитных орудий ближнего действия на крейсера устанавливались 40-мм автоматы Mk.VIII «пом-пом». Также устанавливались счетверённые 12,7-мм пулемёты, которые в ходе войны были заменены на более эффективные 20-мм «эрликоны».
| Средний и малый калибры | Средний и малый калибры | Средний и малый калибры | Средний и малый калибры | Средний и малый калибры | Средний и малый калибры | Средний и малый калибры | Средний и малый калибры | Средний и малый калибры | Средний и малый калибры | Средний и малый калибры | Средний и малый калибры | Средний и малый калибры | Средний и малый калибры | Средний и малый калибры |
| ----------------------- | ----------------------- | ----------------------- | ----------------------- | ----------------------- | ----------------------- | ----------------------- | ----------------------- | ----------------------- | ----------------------- | ----------------------- | ----------------------- | ----------------------- | ----------------------- | ----------------------- |
| орудие                  | установка               | «Рипалс»                | «Рипалс»                | «Рипалс»                | «Рипалс»                | «Рипалс»                | «Ринаун»                | «Ринаун»                | «Ринаун»                | «Ринаун»                | «Ринаун»                | «Ринаун»                | «Ринаун»                | «Ринаун»                |
| орудие                  | установка               | 1916                    | 1924                    | 1936                    | 1939                    | 1941                    | 1916                    | 1926                    | 1939                    | октябрь 1941            | осень 1942              | июнь 1943               | январь 1944             | февраль 1945            |
| 4"/45 BL Marks IX       | T.I. Mark I             | 5×3                     | 5×3                     | 4×3                     | 4×3                     | 3×3                     | 5×3                     | 5×3                     | 0                       |                         |                         |                         |                         |                         |
| 4"/45 BL Marks IX       | CPI                     | 2                       | 0                       |                         |                         |                         | 2                       | 0                       |                         |                         |                         |                         |                         |                         |
| 4"/45 BL Marks IX       | итого                   | 17                      | 15                      | 12                      | 12                      | 9                       | 17                      | 15                      |                         |                         |                         |                         |                         |                         |
| 102-мм QF Мk.V          | НА Mk.III               |                         | 4                       | 4                       | 4                       | 4                       |                         | 4                       | 0                       |                         |                         |                         |                         |                         |
| 102-мм QF Мk.V          | НА Mk.V                 |                         |                         |                         | 2                       | 2                       |                         |                         |                         |                         |                         |                         |                         |                         |
| 102-мм QF Мk.V          | итого                   |                         | 4                       | 4                       | 6                       | 6                       |                         | 4                       |                         |                         |                         |                         |                         |                         |
| 102-мм QF Мk.XV         | BD Mk II                |                         |                         | 2×2                     | 0                       |                         |                         |                         |                         |                         |                         |                         |                         |                         |
| 76-мм 20 cwt Mk.I       | HA Mk.II                | 2                       | 0                       |                         |                         |                         | 2                       | 0                       |                         |                         |                         |                         |                         |                         |
| 114-мм/45 QF Mk III     | BD Mk I                 |                         |                         |                         |                         |                         |                         |                         | 10×2                    | 10×2                    | 10×2                    | 10×2                    | 10×2                    | 10×2                    |
| 40-мм «пом-пом»         | Mk.VI                   |                         | 0                       | 2×8                     | 2×8                     | 3×8                     |                         |                         | 3×8                     | 3×8                     | 3×8                     | 3×8                     | 3×8                     | 3×8                     |
| 40-мм «пом-пом»         | Mk.VII                  |                         |                         |                         |                         |                         |                         |                         |                         |                         |                         |                         | 1×4                     | 1×4                     |
| 40-мм «пом-пом»         | итого                   |                         |                         | 16                      | 16                      | 24                      |                         |                         | 24                      | 24                      | 24                      | 24                      | 28                      | 28                      |
| 20-мм «эрликоны»        | одиночный               |                         |                         |                         |                         | 8                       |                         |                         |                         | 6                       | 16                      | 19                      | 24                      | 26×1                    |
| 20-мм «эрликоны»        | спарка                  |                         |                         |                         |                         |                         |                         |                         |                         |                         |                         | 13×2                    | 20×2                    | 20×2                    |
| 20-мм «эрликоны»        | итого                   |                         |                         |                         |                         | 8                       |                         |                         |                         | 6                       | 16                      | 45                      | 64                      | 66                      |
| 12,7 мм Mk III          | Mk II*                  |                         | 0                       | 2×4                     | 4×4                     | 4×4                     |                         |                         |                         |                         |                         |                         |                         |                         |
| 12,7 мм Mk III          | Mk III                  |                         |                         |                         |                         |                         |                         |                         | 4×4                     | 4×4                     | 0                       |                         |                         |                         |
| 12,7 мм Mk III          | итого                   |                         |                         | 8                       | 16                      | 16                      |                         |                         | 16                      | 16                      |                         |                         |                         |                         |

Управление огнём
В систему управления огнём главного калибра входили два командно-дальномерных поста. Один вращающийся бронированный пост с 4,57-м дальномером MG8 размещался на крыше носовой боевой рубки. Второй аналогичный небронированный пост устанавливался на платформе фор-марса. Данные с них поступали на счётно-решающий прибор Дрейера Mk.IV*, установленный в нижней части боевой рубки. Кроме этого, каждая башня главного калибра оснащалась 4,57-м дальномером и визиром горизонтальной наводки. В ходе военных модернизаций на «Ринауне» дальномеры оставили, дополнив их радарами, а систему управления заменили на новую. На «Рипалсе» объём изменений был ещё меньше.
Для управления стрельбой 102-мм орудий существовало два поста — один размещался на платформе фок-мачты под постом управления главного калибра, второй находился на грот-мачте. Зенитный 2-м дальномер был установлен на грот-мачте поверх поста управления стрельбой противоминных орудий.
Минное и торпедное вооружение
Фишер настоял на включении в проект установки на крейсера 25 донных мин с расположением на минных рельсах в кормовой оконечности. После отставки Фишера их убрали из проекта, и корабли вступили в строй без минного вооружения.
Крейсера вступили в строй с двумя подводными 533-мм торпедными аппаратами с боекомплектом в десять торпед. Аппараты располагались в отсеке перед носовой башней «А», а пост управления торпедной стрельбой был размещён на кормовой надстройке.
Так как для наведения подводного аппарата нужно было маневрировать самим кораблём, а торпеду на большой скорости могло при выходе из аппарата заклинить и переломать, после войны подводные аппараты заменили на более практичные надводные. На «Рипалсе» в ходе модернизации 1918—1920 годов установили на верхней палубе с каждого борта по два двухтрубных 533-мм торпедных аппарата — всего восемь труб. Одна пара стояла сразу за изломом полубака, а вторая позади дымовых труб. Боезапас составлял 26 торпед — по три торпеды на трубу и две запасные. На «Ринауне» установку надводных торпедных аппаратов произвели только в ходе модернизации 1936—1939 годов. Ход войны показал их бесполезность, и в апреле 1945 года с «Ринауна» их сняли.
Авиационное вооружение
«Рипалс» стал первым линейным крейсером, оснащённым стартовой платформой для запуска самолётов. Британский флот искал способы борьбы с германскими дирижаблями, но у гидросамолётов был слишком малый потолок для их перехвата. Поэтому на кораблях были сконструированы платформы для запуска колёсных самолётов. После использования самолёт должен был возвращаться на сухопутный аэродром или аварийно садиться на воду. Кроме этого, самолёт мог использоваться для разведки.
Так как необходимая для взлёта скорость самолёта была невысокой, а движение корабля создавало дополнительный набегающий поток, размеры стартовой платформы были небольшие. Лучшим местом для них оказались крыши башен главного калибра, вне зоны действия дульных газов соседних орудий. Взлёт самолёта лучше всего было осуществлять против ветра, поэтому дополнительным плюсом использования башни стала возможность разворота платформы без необходимости маневрирования корабля.
На «Рипалсе» осенью 1917 года на возвышенной башне «В» разместили Т-образную платформу. Первый взлёт «Сопвич-пап» с неё состоялся 1 октября 1917 года. Вторую платформу разместили на башне «Y», первый взлёт состоялся 8 октября. Платформа была другой конструкции, и взлёт осуществлялся со стороны дульного среза к тыльной стенке башни. По результатам испытания весной 1918 года платформы удлинили за счёт откидываемых на стволы площадок, что позволило использовать двухместные «Страттеры». Тогда же подобные платформы были установлены на башни «В» и «Y» «Ринауна».
В состав вооружения входили по одному истребителю «Сопвич Кэмел» (старт с башни «Y») и двухместному разведчику «Страттер» (старт с платформы на башне «В»). Самолёты хранились в устроенных на палубах рядом с башнями ангарах со стенками из брезента. Перед стартом самолёт на платформу подымался с помощью системы талей. Из-за прогресса авиации взлётные скорости возросли, и размера платформ стало не хватать. В 1919—1922 годах самолёты сняли, но платформы ещё какое-то время оставались на кораблях.
К вопросу оснащения самолётами вернулись в ходе модернизаций. По веяниям того времени, кроме разведки, на кораблях требовался самолёт-корректировщик для ведения огня на большой дистанции. Во время модернизации 1933—1936 годов на «Рипалсе» за второй трубой на месте строенной установки 102-мм орудий установили неподвижную поперечную катапульту D-ll-H для запуска гидросамолётов. Максимально крейсер мог принимать четыре самолёта — один на катапульте, один рядом с ней на палубе и два в ангаре. Однако на практике ограничивались одним-двумя, максимум тремя.
В качестве самолётов сначала использовались разведчики-корректировщики «Фэйри-IIIF» (англ. Fairey III). Затем их сменили поплавковые разведчики-торпедоносцы «Суордфиш TSR» и разведчики-корректировщики «Уолрус». Для обслуживания самолётов на корабле появились хранилище авиационного бензина в носовой части ниже ватерлинии и погреб авиационного боезапаса для патронов и авиационных бомб.
Аналогичное оборудование было установлено в 1933 году и на «Ринауне», но без ангара. Поэтому, как правило, на катапульте устанавливался один «Фэйри-IIIF». Специальный кран не устанавливался, и для работы с самолётом использовались шлюпочные стрелы. В ходе модернизации 1936—1939 годов на «Ринауне» самолётовместимость увеличили, оборудовав ангары. Кроме этого, была установлена новая поперечная катапульта D-III-H.
В связи с появлением радаров задачи корректировки огня и ближней разведки стали неактуальными, и в 1943 году всё авиационное оборудование с «Ринауна» было снято.

### Бронирование
Броневая защита была откровенно слабым местом новых линейных крейсеров. По настоянию Фишера её сделали на уровне линейных крейсеров первого поколения типа «Инвинсибл». Основу вертикальной защиты составлял 152-мм главный броневой пояс. Он имел длину 141 м и высоту 2,74 м, из которых при проектном водоизмещении 26 500 т под водой было всего 0,46 м. При боевом водоизмещении в 30 835 т под воду уходило 1,3 м броневого пояса. В носовой оконечности пояс продолжался 102-мм плитами и заканчивался 102-мм траверзом, идущим по высоте от верхней до нижней палубы. Траверз имел сложную форму, похожую на путеочиститель паровоза, — он шёл с наклоном верхней кромки назад и одновременно под углом от диаметральной плоскости по 27 шпангоуту к борту в районе 28 шпангоута.
В корме шёл 76-мм пояс, заканчивающийся 76-мм траверзом по 300-му шпангоуту. По высоте кормовой траверз шёл между главной и нижней палубами. Чтобы компенсировать отсутствие верхнего пояса, борт над главным поясом изготавливался из двух 19-мм слоёв высокопрочной стали — HT (High-tensile steel). Кроме того, кожухи дымовых труб над палубой полубака зашивались листами HT толщиной 25—38 мм.
Слабой была и горизонтальная защита. Палуба полубака изготавливалась из стали HT и до барбета первой башни главного калибра имела толщину 12,5 мм. В районе башен она была толщиной 19 мм и дальше в корму шла толщиной 28—37 мм, включая участок вокруг барбета башни «Y». Основной броневой палубой была главная. В пределах цитадели она шла со скосами толщиной 51 мм, горизонтальный участок имел толщину 25 мм. В носовой оконечности в районе, прикрытом 102-мм поясом, палуба была плоской и имела толщину всего 19 мм. Дальше в нос бронирование толщиной 63 мм имела только нижняя палуба. В кормовой оконечности нижняя палуба прикрывала рулевой привод и также имела толщину 63 мм.
Лобовая плита башен главного калибра имела толщину 229 мм, боковых стенок — 178 мм. Толщина барбетов тоже составляла 178 мм. Для башни «А» такая толщина шла вплоть до верхней палубы, для башни «В» только до палубы полубака, для «Y» — до главной броневой палубы. Барбеты башен «А» и «В» дальше до броневой палубы имели толщину 102 мм. При этом барбет башни «А» в задней части вообще не бронировался. Барбет башни «Y» ниже броневой палубы также имел толщину 102 мм.
Боевая рубка имела 254-мм стенки и крышу толщиной 76 мм. Вращающийся командно-дальномерный пост главного калибра спереди защищался 152-мм бронёй, а сзади 76-миллиметровой. Стенки коммуникационной трубы до уровня броневой палубы защищались бронёй 76-мм толщины. Пост управления торпедной стрельбой на кормовой надстройке имел 76-мм стенки и 38-мм крышу.
По результатам Ютландского сражения защиту новых линейных крейсеров, признанную откровенно слабой, было решено усилить, что в первую очередь касалось горизонтального бронирования. Всего было установлено 550 т дополнительной брони. Над машинными отделениями на горизонтальную часть броневой палубы настелили два слоя STS по 25 мм, на скосы — на 1,27 м ниже конструктивной ватерлинии один слой STS толщиной 51 мм, то есть толщина горизонтального участка стала составлять 76 мм, а верхней части скоса — 102 мм. Главную палубу в районе погребов также усилили, добавив слой брони в 25 мм, так что суммарная толщина стала составлять 51 мм. В корме на 63-мм нижнюю палубу над помещением рулевых машин добавили 25-мм листы, доведя общую толщину до 88 мм. На нижней палубе над погребами были также дополнительно настелены плиты толщиной 51 мм. Проёмы под дымоходы в главной и нижней палубах прикрыли броневыми решётками, а нижнюю часть боевой рубки по шпангоутам 98 и 102 — 51-мм плитами. В нос от погребов башни «А» и в корму от барбета башни «Y» бронирование нижней палубы было доведено до 63 мм. На «Ринауне» эти работы были завершены к апрелю 1917 года. На «Рипалсе» их завершили чуть раньше.
Защита оставалась недостаточной, и в конце 1918 года было принято решение о её дальнейшем усилении. Первым модернизацию прошёл «Рипалс», зайдя в док в Росайте в декабре 1918 года. Работы длились до 1920 года. В районе котельных и машинных отделений были установлены дополнительные бортовые були, усилившие противоторпедную защиту. Главный 152-мм броневой пояс был заменён на 229-миллиметровый. Прежние 152-мм плиты поставили над ним, прикрыв борт между верхней и главной палубами. В районе 286-го шпангоута по высоте между главной и нижней палубами установили 102-мм траверз, огибавший барбет башни «Y». За счёт укладки 25-мм плит над погребами боезапаса толщину горизонтального участка главной палубы довели до 76 мм и на скосах до 102 мм. Толщина нижней палубы в районе погребов была увеличена с 51 до 76 мм. Установленные при модернизации 533-мм бортовые торпедные аппараты со стороны борта прикрыли 63-мм бронёй. Усиление барбетов и башен планировалось, но сделано не было. Рост водоизмещения составил 4500 длинных тонн.
Аналогичные работы хотели провести на «Ринауне», но из-за его занятости они не могли состояться раньше 1922 года. Поэтому при его модернизации решили учесть опыт эксплуатации модернизированного «Рипалса». Модернизация проводилась с мая 1923 по август 1926 года. 152-мм пояс сняли и заменили его на 229-мм пояс, с увеличением высоты на 0,91 м до величины 3,65 м. Пояс состоял из двух рядов плит. Нижний ряд плит имел высоту 0,91 м и был скошен по нижней кромке до 51 мм. Плиты верхнего ряда имели постоянную толщину 229 мм, из которых 24 были взяты из брони, заказанной для чилийского линкора «Альмиранте Кохрейн». В оконечностях вместо скошенных плит внизу сразу ставили плиты толщиной 51 мм. 152-мм пояс, в отличие от «Рипалса», не устанавливался. С этого момента защита «систершипов» стала достаточно сильно отличаться.
В районе погребов главную броневую палубу на горизонтальном участке и скосах довели до 102 мм. В 4,57 м от диаметральной плоскости были установлены 51-мм продольные переборки на главной палубе. В районе котельных отделений снаружи от новых переборок на главную палубу дополнительно уложили 38-мм плиты HT. На главную бронепалубу уложили дополнительные плиты гомогенной брони — её общая толщина была доведена до 102 мм в районе погребов и 63 мм в районе машинных и котельных отделений.
Для защиты погребов от продольного огня на нижнюю палубу на участке 4,57 м в нос от барбета «А» и на 7,62 м в корму от барбета башни «Y» на 63-мм палубу уложили 36-мм листы. Для уменьшения веса були были более лёгкой конструкции, а запаянные трубки устанавливались только в районе погребов. Всего на усиление защиты пошло около 2600 тонн брони — 1020 т на палубы, 1050 т на були и 904 т разницы весов старого и нового бронепояса.
До уровня «Ринауна» горизонтальное бронирование «Рипалса» усилили в период модернизации, проходившей с апреля 1933 по май 1936 года. При этом был принят во внимание опыт испытаний «Имперор оф Индиа» и «Мальборо», во время которых выяснилось, что монолитная палуба из гомогенной брони держит снаряды лучше, чем несколько слоёв палубы из стали высокой прочности.
На главной палубе на участке над погребами, состоявшем из трёх 25-мм слоёв, третий слой был заменён плитами брони толщиной 95 мм. Эти участки располагались от середины барбета «А» до носовой переборки котельного отделения № 1 и от кормовой переборки машинного отделения до середины барбета «Y». На 6,1 м в корму от барбета «Y» вместо слоя 25-мм плит укладывались плиты брони толщиной 89 мм. Над машинными отделениями из трёх 25-мм слоёв два верхних заменили на плиты толщиной 63 мм. В районе машинных отделений продлили горизонтальную часть главной бронепалубы до борта, поставив над скосом 89-мм плиты нецементированной брони, которые шли горизонтально от верхней кромки скоса бронепалубы к борту. В носовой оконечности на нижней палубе над погребами 102-мм орудий и боевых частей торпед вместо нескольких слоёв оставили только 19-мм палубу, на которую положили 89-мм плиты брони.
Во время кардинальной модернизации «Ринауна» в 1936—1939 годах изменения бронирования были минимальными, в основном связанными с заменой материала на другой той же толщины. Так, над погребами установленной 114-мм артиллерии заменили сталь HT на сталь D (Ducol). Над ними же на уровне главной палубы настелили броню толщиной 102 мм. Над машинными отделения на главную палубу настелили 51-мм плиты. На главной палубе в носовой части дополнительно тоже настелили 51-мм плиты, а в корме на нижнюю добавили броню толщиной 76—63 мм. Продольные переборки между главной и верхней палубами по бокам от вентиляционных шахт котельных отделений сняли и установили бо́льшие по площади 38-мм плиты из стали D. Боковое бронирование барбетов главного калибра у башни «А» между главной и верхней палубами, а барбета «В» между главной палубой и полубаком было усилено со 102 до 152 мм.

#### Противоторпедная защита
Основу противоторпедной защиты составляли бортовые наделки — були. Развал шпангоутов в средней части составлял порядка 8,5°. В подводной части на этот борт «накладывались» були, так что наибольшая ширина корпуса в 27,45 м достигалась по верхней палубе и булям. В районе ватерлинии ширина корпуса была примерно на 1,5 м меньше. Внутренняя переборка, отделявшая буль от корпуса, была практически плоской и изготавливалась из стали толщиной 19 мм. Она играла роль противоторпедной переборки. Внешняя стенка буля имела сложную форму и изготавливалась из стали толщиной 15 мм. Она начиналась как продолжение скоса бронепалубы на 0,46 м ниже ватерлинии при проектном водоизмещении, затем переходила в наружный борт и загибалась по большому радиусу, встречаясь с двойным дном.
Були дополнительно делились продольными переборками на более мелкие полости, большая часть которых обычно использовалась для хранения нефти. Чтобы исключить гидравлический удар при подводном взрыве, внутренняя полость оставалась пустой и играла роль своеобразной фильтрационной камеры. Общая толщина переборок составляла до 50 мм. Наибольшая ширина булей составляла 4,3 м, что было хорошим показателем по тем временам. Адмиралтейство оценило конструкцию высоко, посчитав более совершенной, чем применённая на линкорах типов «Куин Элизабет» и «Ривендж». Некоторые сомнения вызывала только недостаточная толщина главной противоторпедной переборки. На начальной стадии постройки её хотели усилить, доведя до 38 мм в нижней и 51 мм в верхней части. Однако это вылилось бы в 700 т дополнительного водоизмещения, и от этих планов отказались. Как уже упоминалось выше, в процессе модернизаций ширина булей за счёт дополнительных наделок была увеличена ещё больше.

### Энергетическая установка
Первоначально для новых линейных крейсеров планировалось использовать силовую установку с котлами с повышенными параметрами пара и трубками малого диаметра, а также новую конструкцию турбин. Это должно было значительно сэкономить вес силовой установки, который по предварительным расчётам должен был составить 5100 т при мощности в 110 000 л. с. (82,03 МВт). Однако их разработка требовала длительных сроков, поэтому из-за спешки в постройке была взята за основу силовую установку «Тайгера».
В целом компоновка машинно-котельных отделений была скопирована с «Тайгера». Так как форсированная мощность предполагалась в 120 000 л. с. (89,48 МВт), было добавлено ещё одно отделение с тремя котлами. По расчётам на форсированном режиме крейсера должны были развить 32 узла при 275 оборотах валов в минуту.
Пар вырабатывали 42 водотрубных котла системы Бабкок-Уилкокса с толстыми трубками и нефтяным отоплением. Рабочее давление котлов составляло 16,5 атм, максимальное — 20. Котлы стояли в шести котельных отделениях. В отделении «А» стояло 3 котла, в «В» семь, в четырёх последующих — «С», «D», «Е» и «F» — по 8 котлов. Суммарная нагревательная поверхность составляла 14 605 м².
Машинное отделение № 1 было разделено продольной переборкой в диаметральной плоскости на два турбинных отсека. Все турбины были системы Брауна-Кертиса с прямым приводом на валы. В комплект турбин одного отсека входили турбины высокого давления переднего и заднего хода, размещённые в одном корпусе с приводом на внешний вал, и турбины низкого давления переднего и заднего хода, также в общем корпусе, с приводом на внутренний вал. Расположение турбин в другом отсеке было зеркальным.
Следом шло машинное отделение № 2, также разделённое продольной переборкой на два отсека. В каждом отсеке находились по два главных и одному вспомогательному холодильнику и одному опреснительному агрегату суточной производительностью в 490 т воды.
Всё оборудование турбинных отсеков изготавливалось фирмами-строителями. Использование консервативной силовой установки привело к росту её массы — она составила 5780 т, при этом длина котельных отделений составила 59,45 м, а турбинных — 34,15 м.
Нормальный запас топлива составлял 1000 т нефти и 100 т угля для бытовых нужд. Полный запас топлива по проекту составлял 4000 т нефти и 100 т угля. Расчётная дальность составляла 3100 миль на 26,5 узлах, 4000 на 19 и 4800 миль на 18 узлах. Однако эти цифры принимали во внимание расход топлива только на главную установку и не учитывали расхода пара на вспомогательные механизмы. Поэтому на службе и так скромные значения дальности были ещё меньше — 2700 миль на 25 узлах, а дальность в 4700 миль достигалась при снижении скорости до 12 узлов. Первоначально «Ринауны» действовали в домашних водах, поэтому это не считалось недостатком. Однако после окончания войны их зона действия расширилась, и такая дальность стала проблемой.
Для выработки электроэнергии были установлены два генератора по 200 кВт с приводом от паровых машин и один турбогенератор на 200 кВт. Для снабжения корабля на стоянке при неработающих котлах предназначался один дизель-генератор на 150 кВт. Генераторы вырабатывали постоянный ток напряжением 220—240 V, который подавался на главный распределительный щит, а уже от него запитывались потребители.

## Модернизации

### «Рипалс»
Модернизация 1918—1921 годов
2 декабря 1918 года «Рипалс» был поставлен в док Порстмутской верфи, где до 1 января 1921 года длилась его модернизация, обошедшаяся казне в 860 684 фунта стерлингов. Была усилена защита — заменён броневой пояс, усилены палубы, с 31 по 292 шпангоут установлены дополнительные противоторпедные були. Установленная наделка делилась первой продольной перегородкой на верхнюю и нижнюю части. Второй переборкой верхняя часть дополнительно делилась на внутреннюю и наружную части. Эта же перегородка делила нижнюю часть булей со 142 по 248 шпангоут. И верхняя, и нижняя внутренние части заполнялись трубами, запаянными с обоих торцов. При попадании торпеды это должно было обеспечить дополнительную плавучесть. Чтобы були не повреждались причаливающими шлюпками, на них в трёх местах с каждого борта были смонтированы привальные брусья. Ширина корабля при этом выросла до 30,8 м, что потребовало удлинения стрел кранов на 1,2 м.
На верхней палубе были установлены четыре двухтрубных торпедных аппарата — одна пара между дымовой трубой и грот-мачтой, вторая перед срезом полубака. Установлены были также три 9,14-м дальномера — в башнях «А» и «Y» и на бронированном посту управления стрельбой на боевой рубке. В башне «Y» 9,14-м дальномер установили вместо 4,57-м, в остальных местах в дополнение к старому 4,57-м дальномеру. Все погреба боезапаса получили дополнительную теплоизоляцию и систему кондиционирования.
Палубу полубака до шпилей и верхнюю палубу от среза полубака зашили деревянным настилом. Была также установлена дополнительная радиорубка между дымовыми трубами. Адмиральский мостик расширили и удлинили в корму, разместив на нём дополнительные сигнальные и наблюдательные посты. На грот-мачте была установлена брам-стеньга.
В ходе модернизации прирост водоизмещения составил около 4500 т, но за счёт расширения бортовых булей осадка выросла всего на 0,3 м.
Ремонты 1922—1924 годов
В 1922 году были сняты два 914-мм прожектора с задних постов кормовой дымовой трубы. В ходе ремонта в ноябре — декабре 1924 года установили четыре одноствольных 102-мм/45 зенитных орудия Mk.V на станках Mk.NI вместо двух 76-мм орудий, стоявших по бортам от дымовой трубы, и двух 102-мм орудий Mk.lX в носовой части спардека.
Текущий ремонт с ноября 1925 по июль 1926 года
В 1925 году для плавания принца Уэльского в Южную Африку и Южную Америку для него и свиты между дымовыми трубами соорудили дополнительное помещение. В ходе ремонта 1925—1926 годов его демонтировали. Кроме того, были сняты фор-марс-стеньга и рей передающей антенны. Крепление главной передающей антенны при этом перенесли на заднюю часть фор-марса. Была изменена планировка мостика, и на фор-марсе установили пост управления зенитным огнём.
Модернизация с апреля 1933 по май 1936 года
Проводилась в Портсмуте. В процессе модернизации была усилена горизонтальная защита. Демонтировали кормовой бронированный пост управления стрельбой. Других изменений бронирования не производилось из-за отсутствия резерва водоизмещения. Для компенсация роста водоизмещения пришлось удалить трубы из булей, а сами були слегка переделали в оконечностях и усилили их верхнюю часть.
Было установлено авиационное вооружение — ангары по бокам трубы и поперечная неподвижная катапульта D-II-Н. Кроме всего прочего, были сняты подводные торпедные аппараты, переоборудовав их отсеки в кладовые.
Вместо трёхствольной 102-мм установки, снятой для размещения катапульты, на платформах кормовой надстройки по бокам от грот-мачты были установлены установили зенитки 102-мм/45 Mk.XV в двух межпалубных двухствольных установках Мk. XVIII. Изменилось положение четырёх стоявших 102-мм зениток: две поставили на крыши ангаров по бокам от дымовой трубы, а ещё две по бокам от носовой дымовой трубы, на специально устроенных для этого спонсонах на палубе полубака. Усилили и зенитное вооружение ближнего радиуса действия, установив две восьмиствольные 40-мм установки «пом-помов» Mk.VI. Они были размещены на площадках платформы боевой рубки по бокам от дымовой трубы. На уровень выше «пом-помов» установили два 4-ствольных зенитных пулемёта «Виккерс» Mk.II* на станках Mk.IH.
Обновился состав приборов управления зенитной стрельбой. Был модернизирован наблюдательный зенитный пост на фор-марсе, и поверх него был устроен открытый наблюдательный пост. Для управления зенитной артиллерией дальнего радиуса действия на фор-марсе установили пост управления зенитной стрельбой HACS Mk.II, а на кормовой надстройке смонтировали пост HACS Mk.I*. Для управления «пом-помами» на фор-марсе побортно установили два поста Mk.I*.

На компасной платформе немного увеличили площадь самой компасной площадки, а на крыльях платформы смонтировали по одному визиру системы «Эвершед» (англ. «Evershed»). Дальномеры с базой 2,74 м перенесли на нижний мостик, а на их место установили два дальномера с базой 
.
Нижний мостик был расширен и снабжён крыльями, на которые и перенесли дальномеры и два 914-мм прожектора с сигнальной платформы. Как уже упоминалось, в задней части сигнальной платформы были устроены платформы для счетверённых 12,7-мм пулемётов, а 914-мм прожекторы перенесли на нижний мостик. Вместо пары сигнальных 610-мм прожекторов установили четыре 457-мм.
Платформу боевой рубки для установки «пом-помов» продлили в корму, так что она дошла до крыш авиационных ангаров, образовав общую навесную палубу. На ней между дымовыми трубами оборудовали шлюпочную мастерскую, где хранили и запчасти для гидросамолётов.
Вместо старых прожекторных постов на кормовой дымовой трубе были смонтированы две новые платформы с 914-мм прожекторами и постами их управления.
На кормовой надстройке, кроме устроенных крыльев спардека под 102-мм спарки, открытый ходовой мостик продлили в нос до грот-мачты и сняли зенитный дальномер с поста управления стрельбой 102-мм противоминных орудий.
Шлюпки с палубы полубака перенесли на крыши устроенных ангаров. При этом состоялась замена старых паровых катеров на моторные. С грот-мачты сняли грузовую стрелу, и теперь все функции по работе с плавсредствами перешли к самолётным кранам.
Всего модернизация «Рипалса» обошлась в 1 377 748 фунтов стерлингов. На испытаниях 31 января 1936 года крейсер смог развить 28,36 узла при мощности в 112 400 л. с. (83,82 МВт)
Ремонт 1938—1939 годов в Портсмуте
«Рипалс» планировалось использовать в качестве королевской яхты для путешествия королевской четы со свитой в Канаду, и для их размещения хотели переоборудовать каюты старших офицеров, а вместо кормовой трёхствольной 102-мм установки устроить прогулочную площадку. Однако в итоге от использования «Рипалса» в вояже отказались и поэтому ограничились текущим ремонтом с заменой зенитного вооружения. Вместо экспериментальных 102-мм спарок были поставлены два 102-мм зенитных орудия Mk.V на станках Mk.IV. На платформе управления противоминными орудиями на грот-мачте установили два счетверённых 12,7-мм пулемёта. Ремонт был завершён в апреле 1939 года.
Изменения состава вооружения в годы войны
Осенью 1940 года вместо кормовой трёхствольной 102-мм установки на спардеке установили 8-ствольный «пом-пом».
В августе 1941 года во время ремонта в Росайте установили восемь одноствольных 20-мм «эрликонов» и заменили изношенные стволы на четырёх 102-мм зенитках. Для управления стрельбой главного калибра установили РЛС управления стрельбой главного калибра Тип 284.
В сентябре 1941 года планировалось отправить «Рипалс» в США для модернизации с усилением зенитного вооружения и установкой новых РЛС. Точный план модернизации не известен, так как вместо неё корабль отправили на Дальний Восток. Предположительно существовали планы снять все 102-мм трёхствольные и одноствольные установки, заменив их на семь спаренных установок 102-мм орудий Mk.XVI, и установить три РЛС управления зенитным огнём Тип 282 и три Тип 285.

### «Ринаун»
Ремонт с ноября 1920 по сентябрь 1921 года
«Ринаун» был выбран для плавания принца Уэльского в Азию, поэтому модернизацию по типу «Рипалса» на время пришлось отложить. Во время подготовки к плаванию, кроме текущего ремонта, с крейсера сняли 102-мм установку № 5, а платформу, на которой стояла установка № 4, продлили в корму, так что образовался навес над местом бывшей установки № 5. Был уложен деревянный настил на верхнюю палубу от среза полубака в корму, на палубу полубака и надстройки. 4,57-м дальномер на башне «Y» заменили на новый 9,14-м. Во вращающемся бронированном посту управления стрельбой на боевой рубке дополнительно установили 6,09-м дальномер. Вокруг кормовой дымовой трубы оборудовали новые помещения для размещения свиты. С орудийных башен сняли самолётные площадки. Ремонт обошёлся казне в 276 256 фунтов стерлингов.
Модернизация с мая 1923 по август 1926 года в Портсмуте
Задуманную модернизацию начали только в 1923 году. Как уже описывалось ранее, кардинальным изменениям подвергли бронирование, заменив пояс и усилив горизонтальную защиту. Установленные були отличались по конструкции от установленных на «Рипалсе» и полыми трубами заполнялись только на участках напротив погребов.
Хотя установка двух счетверённых палубных торпедных аппаратов планировалась, от неё в конечном счёте отказались. Была возвращена на своё место трёхствольная 102-мм установка № 5. Две 76-мм зенитки и два 102-мм орудия Mk.IX сняли со спардека, заменив их на четыре 102-мм/45 зенитки Mk.V на одноствольных станках Mk.NI.
На крыше фор-марса разместили пост управления зенитным огнём. Были сняты фор-марс-стеньга и рей передающей антенны. Главную передающую антенну закрепили на кормовой кромке фор-марса. С задних постов кормовой дымовой трубы сняли два 914-мм прожектора.
Общая смета работ составила 979 927 фунтов стерлингов.
Ремонт 1931—1932 годов
Ремонт проводился в Портсмуте и завершился в июне 1932 года. Во время ремонта было усилено зенитное вооружение. Для размещения двух восьмиствольных 40-мм автоматов «пом-пом» платформу боевой рубки продлили в корму, однако автоматов не хватало, и была смонтирована только одна установка Mk.V с постом управления по правому борту. Кроме этого, на крыше фор-марса установили зенитный пост HACS Mk.I для управления 102-мм зенитками. С кормовой трубы сняли оба прожекторных поста.
Ремонт 1933 года
Была снята 102-мм установка № 3, и на её место поставили самолётную катапульту. Установили 40-мм установку Mk.V по левому борту, но без поста управления. Над «пом-помами» были смонтированы два счетверённых 12,7-мм зенитных пулемёта.
Модернизация с сентября 1936 по 2 сентября 1939 года
Крейсер подвергся капитальной модернизации, аналогичной проведённой на линейном корабле «Уорспайт». Обновили энергетическую установку, усилили палубное бронирование, модифицировали артиллерию главного калибра и полностью заменили вспомогательную.
381-мм башни были демонтированы и отправлены на завод, где модернизированы до уровня Mk.I*(N) с увеличением угла возвышения до 30°. Бронированный вращающийся купол с боевой рубки перенесли на кормовую надстройку. На его месте оборудовали новый командно-дальномерный пост управления стрельбой главного калибра. Всего на «Ринауне» теперь стояли один 9,14-м дальномер на башне «В» и четыре 4,57-м дальномера — в башнях «А» и «Y» и по одному на носовом и кормовом постах управления главного калибра.
Вместо старых 102-мм орудий были установлены 20 114-мм орудий Mk.I-III в 10 двухствольных «межпалубных» установках Mk.I. Они размещались двумя группами — с каждого борта на спардеке по три в носу и по две в корме. Все установки могли вести огонь на борт, но в корму могло стрелять ограниченное количество орудий, а стрельба прямо по носу была практически невозможна. Для новых орудий требовался увеличенный боезапас, что потребовало бо́льших объёмов погребов. Место под них нашли за счёт высвобождения объёма, занимаемого энергетической установкой.
Зенитное вооружение дополняли три восьмиствольных 40-мм установки «пом-пом» Mk.VI — две стояли на возвышенных платформах между трубами, а одна в кормовой части спардека. Кроме них, в вооружение входили четыре счетверённых 12,7-мм пулемёта — по два в носовой и кормовой частях спардека.
Наконец-то были сняты подводные торпедные аппараты и установлены восемь надводных 533-мм торпедных аппаратов — по две трубы в районе кормовой дымовой трубы и грот-мачты. Самолётная катапульта была заменена на новую типа D-III-H, и смонтированы ангары для самолётов.
Водоизмещение на модернизацию удалось найти за счёт замены энергетической установки на новую. На этом удалось сэкономить порядка 2800 т. Два носовых котельных отделения освободили от котлов и разместили здесь вспомогательные котлы, погреба носовой группы 114-мм орудий, вычислительный пост системы управления зенитными орудиями и топливо.
В четырёх оставшихся котельных отделениях разместили восемь новых трёхколлекторных котлов адмиралтейского типа. Котлы с рабочим давлением 28 атм вместо прежних 20 были размещены по два в отделении, при этом в диаметральной плоскости они дополнительно отделялись друг от друга продольной водонепроницаемой переборкой. За счёт большей компактности удалось установить по бортам от котлов дополнительную 19-мм переборку. Образовавшиеся дополнительные отсеки увеличивали эффективность противоторпедной защиты и могли использоваться для хранения топлива и пресной воды.
Вместо турбин с прямым приводом поставили новые турбозубчатые агрегаты. Они были компактнее, и турбины с редукторами удалось разместить в машинном отделении № 1. Для увеличения живучести его разбили поперечной переборкой на два: в переднем стояли турбины, в заднем — редукторы. Машинное отделение № 2 освободили от оборудования и разместили в нём погреба кормовой группы 114-мм орудий. В продольных переборках, разделявших машинные отделения, заменили материал, сделав их из стали D.
Полностью обновили вспомогательное оборудование, заменив турбогенераторы и установив новые дизель-генераторы, гидравлические насосы и электромоторы. Приводы там, где это было возможно, заменили на электрические. Переделали водоотливную систему, установив семь насосов производительностью по 350 м/ч каждый.
Сильно поменялся внешний вид крейсера. Все надстройки были сняты и выполнены заново. Спардек сделали по ширине корпуса, что облегчило размещение зенитной артиллерии. За счёт уменьшения количества котельных отделений обе дымовые трубы сдвинули в корму. Они стали более высокими, более широкими и сплюснутыми по бокам. Носовую надстройку сдвинули дальше в нос. Она была массивной и угловатой формы, напоминая устроенную на «Уорспайте». Тяжёлую боевую рубку сняли, обшив листами стали толщиной 19—38 мм только штурманскую рубку и расположенные рядом помещения шифровальщиков. Кроме того, противоосколочной бронёй прикрывались только посты управления главной и вспомогательной артиллерии.
Были полностью заменены системы управления огнём и радиотехническое оборудование. Для управления огнём 114-мм орудий установили четыре комбинированных поста. В состав каждого входили зенитный пост HACS Mk.IV и пост ведения залпового огня по надводным целям адмиралтейского типа AFCC Mk.VII. Единым для них был директор-целеуказатель HA/LA. Новые посты управления получили «пом-помы». Полностью заменили радиооборудование, установив 6 передающих и 7 принимающих станций и устройства УКВ связи. Были установлены современный среднечастотный пеленгатор типа FM-2 с рамочными антеннами на передней стенке мостика и новое метеооборудование.
Заменили прожекторное оборудование, установив шесть 112-см прожекторов. Также имелось четыре 61-см и четыре сигнальных 25,4-см прожектора.
С 10 по 15 мая 1939 года проводились ходовые испытания, в ходе которых на мелководье крейсер показал скорость 29,93 узла при мощности 120 560 л. с. (89,97 МВт) и водоизмещении 32 800 т. По расчётам на глубокой воде скорость была бы на 0,75 узла больше. В дальнейшей эксплуатации крейсер смог достичь 30,1 узла при водоизмещении в 34 800 т. Стоимость модернизации составила 3 088 008 фунтов стерлингов.

#### Изменения состава вооружения в годы войны
с 18 августа 1941 по 31 октября 1941 года, Англия
Были установлены опоры под стойки грот-мачты. Зенитное вооружение усилили, добавив шесть 20-мм «эрликонов». Поставили две РЛС тип 285 на посты управления зенитным огнём, одну РЛС тип 284 на носовой командно-дальномерный пост главного калибра, вместо кормового «пом-пома» установили три поста управления заградительным огнём с РЛС тип 283 на каждом. Были смонтированы РЛС обнаружения надводных целей типов 281 и 273. Антенны первой стояли на верхушках мачт, а второй на звезде фок-мачты. На лобовой части надстройки был установлен среднечастотный пеленгатор типа РМ-2. На нижнем мостике установили два дальномера с базой 2,74 м.
к осени 1942 года
Сняли все 12,7-мм пулемёты. Добавили десять одноствольных 20-мм «эрликонов».
с 22 февраля 1943 года по 9 июня 1943 года
Сняли всё авиационное оборудование. Шлюпки и катера с ангаров спустили на место, освободившееся от снятой катапульты. Добавили три одноствольных и 13 спаренных «эрликонов».
декабрь 1943 — январь 1944 года, ремонт в Росайте
На крыше башни «В» установили счетверённый 40-мм «пом-пом». Стоявшие здесь 20-мм автоматы перенесли в другое место. Добавили пять одноствольных и семь спаренных «эрликонов».
с декабря 1944 по 21 февраля 1945 года, Дурбан
Добавили два одноствольных «эрликона». Сняли ещё два 112-см прожектора с кормовой надстройки. Вместо РЛС тип 284 поставили РЛС тип 285, доведя их число до трёх.
апрель 1945, Англия
Сняли 533-мм торпедные аппараты.
май 1945 года, Англия
Сняли все шесть 114-мм установок носовой группы.

## Строительство
| Наименование | Верфь                                      | Закладка       | Спуск на воду | Ввод в строй     | Судьба                                                           |
| ------------ | ------------------------------------------ | -------------- | ------------- | ---------------- | ---------------------------------------------------------------- |
| «Ринаун»     | Fairfield, Гован                           | 25 января 1915 | 4 марта 1916  | 20 сентября 1916 | Разобран на металл в Фаслейн, 1948                               |
| «Рипалс»     | John Brown & Company, Клайдбанк, Шотландия | 25 января 1915 | 8 января 1916 | 18 августа 1916  | Потоплен японской авиацией в бою у Куантана 10 декабря 1941 года |

Скорее всего из-за отсутствия поддержки Фишера, строительство опоздало относительно начального расписания на несколько месяцев. Однако всё равно срок постройки для кораблей таких размеров был рекордным, особенно учитывая реалии военного времени. Оба корабля были готовы летом 1916 года. «Рипалс» во время испытаний в августе 1916 года при водоизмещении 29 900 т смог развить 31,7 узла, что частично оправдывается бурным морем во время испытаний. «Ринаун» в сентябре 1916 года при водоизмещении в 27 900 т, более близком к проектному, достиг скорости в 32,6 узла.

## Служба

### «Рипалс»
В годы Первой мировой войны «Рипалс» входил в состав Гранд-Флита. Единственным боем, в котором ему довелось участвовать, было сражение в Гельголандской бухте 17 ноября 1917 года, в ходе которого британцы планировали ударить по германским минно-тральным силам, прикрытым миноносцами и лёгкими крейсерами. Сражение свелось к преследованию британцами германских кораблей. «Рипалс» входил в состав дальнего прикрытия британских сил, однако был отправлен на усиление атакующей группы. Благодаря высокой скорости линейному крейсеру удалось нагнать противника и открыть по нему огонь. «Рипалс» добился одного попадания 381-мм снарядом в крейсер «Кёнигсберг» уже на отходе, когда британцы решили не вступать в перестрелку с двумя прибывшими германскими дредноутами.
12 декабря 1917 года «Рипалс» столкнулся с линейным крейсером «Австралия», но повреждения были минимальны. После окончания Первой мировой войны крейсер вошёл в состав эскадры линейных крейсеров Атлантического флота. В промежутках между продолжительными модернизациями он успел поучаствовать в нескольких дипломатических миссиях. С ноября 1923 по сентябрь 1924 года месте с линейным крейсером «Худ» и четырьмя лёгкими крейсерами совершил поход в Австралию. С июня 1936 по август 1938 года находился в составе Средиземноморского флота, только весной 1937 года вернувшись в Англию для участия в торжествах на Спитхедском рейде в честь коронации Георга VI.
Начало Второй мировой войны застало «Рипалс» в Скапа-Флоу в составе эскадры линейных крейсеров Флота метрополии. В начале октября «Рипалс» участвовал в попытке перехвата обнаруженного авиацией германского линкора «Гнейзенау». Оставаясь в Северном море, занимался прикрытием конвоев с железной рудой из Нарвика в Англию. В начале декабря 1939 года эскортировал конвой с войсками из Канады в Европу. В апреле — июне 1940 года принял участие в норвежской кампании британского флота, но в боевых действиях участия не принимал.
Опыт норвежской кампании показал, что зенитное вооружение крейсера недостаточно, и его решили использовать в тех районах, где угроза налётов авиации будет сведена к минимуму. С конца 1940 года «Рипалс» занимался в основном сопровождение конвоев в центральной и южной Атлантике. В сентябре 1941 года ушёл на Дальний Восток с конвоем WS-11. 28 ноября в Коломбо вместе с линкором «Принс оф Уэлс» вошёл в состав соединения «Z». 2 декабря 1941 года оба корабля отправились в Сингапур. С началом военных действий командующий восточным флотом адмирал Филлипс решил отправить соединение для перехвата японского конвоя с войсками для захвата Малайи. «Принс оф Уэлс», «Ринаун» и четыре эсминца вышли из Сингапура 8 декабря в надежде перехватить конвой утром 10 декабря.
Соединение «Z» было обнаружено японцами и утром 10 декабря у Куантана подверглось нескольким последовательным атакам береговой авиации. Британское соединение шло на скорости в 25 узлов. В ходе первой атаки «Рипалс» получил только одно попадание 250-кг бомбы в крышу ангара, не причинившее особых повреждений. Вторая и третья атаки были безрезультатны. В ходе четвёртой атаки торпедоносцев крейсер уклонился как минимум от 19 торпед, но одна из них всё-таки попала в левый борт чуть позади кормовой дымовой трубы. Несмотря на повреждения, крейсер сохранил управляемость и мог поддерживать ход в 25 узлов. В ходе пятой атаки японские торпедоносцы зашли с разных сторон и добились четырёх попаданий. Первая торпеда угодила в левый борт в район башни «Y». От сотрясения заклинило руль, и крейсер потерял управляемость. В результате «Рипалс» получил ещё три попадания: одно в правый борт в район котельных отделений и ещё два в левый — в район машинного отделения и дальше в корму от башни «Y». Крейсер начал крениться и спустя 8 минут после первого попадания опрокинулся через левый борт и затонул. Вместе с кораблём пошли на дно 427 из 1309 членов экипажа. Координаты гибели крейсера 3°45′ с. ш. 104°24′ в. д.

### «Ринаун»
В годы Первой мировой войны «Ринаун» входил в состав Гранд-Флита. Деятельность в основном свелась к редким, обычно учебным, выходам в море.
В межвоенный период «Ринаун» находился в составе эскадры линейных крейсеров Атлантического флота, совершая походы в качестве королевской яхты, прерываемые постоянными ремонтами и модернизациями. Сразу после окончания Первой мировой «Ринаун» использовался в качестве королевской яхты для визитов Принца Уэльского за границу, совершив три длительных похода. С августа по декабрь 1919 года он совершил плавание в Северную Америку, с марта по ноябрь 1920 года — в Австралию, и с октября 1921 по июнь 1922 года — в Индию. В 1927 году крейсер совершил визит в Австралию с будущим королём Георгом VI на борту.
22 января 1935 года во время проведения учений «Ринаун» столкнулся с линейным крейсером «Худ». Осмотр в доке показал значительные повреждения носовой оконечности и трещину в форштевне. Крейсеру пришлось встать на несколько месяцев на срочный ремонт.
С января по май 1936 года крейсер входил в состав Средиземноморского флота, вернувшись затем на трёхгодичную модернизацию в метрополию.
Модернизация «Ринауна» была завершена за день до вступления Великобритании в войну. В конце сентября крейсер вошёл в состав эскадры линейных крейсеров Флота метрополии. 26 сентября во время выхода флота в Северное море «Ринаун» был атакован немецкими бомбардировщиками из состава X авиакорпуса.
Для борьбы с германскими рейдерами союзники образовали несколько поисково-ударных групп. В октябре «Ринаун» вместе с авианосцем «Арк Ройал» вошёл в состав Соединения К, базировавшегося на Фритаун. Группа занималась в Южной Атлантике поисками «карманного линкора» «Адмирал граф Шпее». После получения известий о переходе «Шпее» в Индийский океан крейсер был переведён в состав Соединения H, базировавшегося на Кейптаун. 2 декабря 1939 года в районе мыса Доброй Надежды «Ринаун» перехватил немецкий лайнер «Vatussi». Сняв экипаж, крейсер потопил его несколькими залпами из башни «В».
В конце 1939 года «Ринаун» вернулся в Англию. В феврале 1940 года вновь действовал вместе с «Арк Ройалом». Соединение с 16 февраля по 3 марта 1940 года занималось перехватом германских торговых судов, прорывавшихся из испанского порта Виго в Германию. Из шести судов четыре были перехвачены, а одно разбилось у побережья Норвегии.
В апреле 1940 года «Ринаун» принимал участие в Норвежской компании. 9 апреля 1940 года к западу от Лофотенских островов в условиях шторма вступил в перестрелку с немецкими линкорами «Шарнхорст» и «Гнейзенау». За время боя крейсер выпустил 230 381-мм и 1065 114-мм снарядов, добившись 1 попадания 381-мм снарядом и двух 114-мм снарядами. Сам «Ринаун» получил в ответ два попадания, но снаряды не разорвались, а потому повреждения не были серьёзными.
С апреля по май 1940 года крейсер провёл ремонт боевых повреждений и последствий шторма. После завершения ремонта успел поучаствовать в завершении норвежской компании. 8—10 июня 1940 года «Ринаун» вместе с «Рипалсом» безуспешно пытались перехватить «Шарнхорст» и «Гнейзенау».
В августе 1940 года был переведён в Гибралтар в состав образованного соединения «H». 25 сентября 1940 года, находясь в базе, попал под налёт около 60 французских бомбардировщиков. Это был ответ правительства Виши за нападение на Мерс-эль-Кебир. «Ринаун» повреждений не получил.
В начале ноября 1940 года «Ринаун» привлекался к охоте на другой немецкий рейдер — «Адмирал Шеер». С 15 по 20 ноября сопровождал старый авианосец «Аргус», занимавшийся переброской самолётов на Мальту. В конце ноября принял участие в проводке конвоя из Гибралтара в Александрию (операция «Коллар»). В ходе операции 27 ноября 1940 года у мыса Спартивиенто вступил в безрезультатную перестрелку с итальянскими кораблями. Во второй половине декабря снова выходил в Атлантику в составе соединения «H». 24 декабря занимался прикрытием перехода двух порожних транспортов с Мальты в Гибралтар, а затем вышел в Атлантику для поиска следующего немецкого рейдера — тяжёлого крейсера «Адмирал Хиппер». Попав в жестокий шторм, вынужден был прервать операцию.
В 1941 году характер операций «Ринауна» не изменился. Базируясь на Гибралтаре, он участвовал в операциях флота в Восточном Средиземноморье, периодически совершая выходы в Атлантику для перехвата германских рейдеров. В начале января 1941 года крейсер прикрывал конвой «Иксесс» на Мальту, а в начале февраля в составе соединения «H» совершил набеговую операцию против Генуи.
В марте 1941 года в Атлантику прорвались «Шарнхорст» и «Гнейзенау», и «Ринаун» занимался прикрытием конвоев на переходе между Гибралтаром и Сьерра-Леоне. В начале мая участвовал в операции «Тайгер» — проводке очередного конвоя на Мальту. 8 мая «Ринаун» подвергся нескольким атакам итальянских торпедоносцев. Атаки были безуспешными, но из-за отказа блокиратора 114-мм башня № 3 левого борта выпустила два снаряда в башню № 2. Пять человек были убиты мгновенно, ещё один умер от ран позднее, 22 человека были ранены. Для исключения возможности повторения вокруг 114-мм башне установили специальные скобы, блокирующие перемещение стволов в сторону соседних башен.
С 19 по 22 мая «Ринаун» принял участие в следующей операции по проводке мальтийского конвоя — «Сплайс». 24 мая соединение «H» вышло в Атлантику для перехвата германского линкора «Бисмарк» и тяжёлого крейсера «Принц Ойген». Самолётами с «Арк Ройала» «Бисмарк» был повреждён и снизил ход, а позже добит линкорами «Родней» и «Кинг Джордж V». Сам «Ринаун» в бою не участвовал.
Затем крейсер принял участие в нескольких операциях по переброске авианосцами истребителей на Мальту — с 5 по 7 июня «Рокет», с 13 по 14 июня «Трейсер» и с 26 июня по 1 июля «Рейлуэй». С 21 по 24 июля 1941 года занимался сопровождением конвоя «Сабстенс», а в начале июля — «Стайл».
Були «Ринауна» текли по всей длине, его машинам тоже требовался ремонт, поэтому крейсер был отправлен в метрополию. Ремонт длился с 18 августа по 31 октября 1941 года. После завершения ремонта «Ринаун» был оставлен в составе флота метрополии. В марте 1942 года занимался дальним прикрытием двух встречных арктических конвоев — PQ-12, идущего в СССР, и обратного QP-8.
Был временно включён в состав соединения «W», включавшего американский авианосец «Уосп». Соединение с 14 по 27 апреля и с 9 по 15 мая занималось переброской истребителей «Спитфайр» на Мальту. После завершения операции «Ринаун» вернулся в Атлантику и, базируясь на Рейкьявик, занимался прикрытием атлантических конвоев. В ноябре вернулся в состав соединения «Н» и прикрывал высадку союзных войск в Африке в рамках операции «Торч».
С 22 февраля по 9 июня 1943 года прошёл ремонт в Росайте. В сентябре 1943 года «Ринаун» перевозил из Канады в Англию Уинстона Черчилля, участвовавшего в Квебекской конференции. Осенью 1943 года было принято решение перебросить крейсер в Индийский океан, перед чем он был поставлен на ремонт в Росайте для усиления зенитного вооружения. 27 января 1944 года «Ринаун» прибыл в Коломбо и стал флагманом Восточного флота.
Крейсер занимался сопровождением авианосцев в их рейдах по японским базам. 19 апреля 1944 года был нанесён удар по Сабангу, 17 мая по Сурабае и 21 июня по Порт-Блэр. «Ринаун» участвовал в обстреле японских укреплений 30 апреля и 1 мая в Порт-Блэре и 25 июля в Сабанге. В октябре крейсер занимался прикрытием авианосцев, атаковавших Никобарские острова.
В декабре 1944 года «Ринаун» стал на ремонт в Дурбане. Ремонт продолжался до февраля 1945 года, после чего крейсер вернулся в Коломбо. Британцы опасались прорыва германского флота с Балтики в Северное море, и 30 марта 1945 года «Ринаун» был срочно отозван в метрополию. За 306 часов хода он прошёл 7642 мили, придя в Скапа-Флоу 14 апреля 1945 года. Средняя скорость хода на переходе составила 25 узлов. В составе флота метрополии крейсер сменил в качестве флагмана линкор «Родней». После окончания войны в Европе «Ринаун» начали готовить к модернизации, но после завершения войны с Японией от неё отказались. 3 августа 1945 года король Георг VI принимал на борту крейсера президента США Трумэна, возвращающегося в США с Потсдамской конференции.
По окончании военных действий «Ринаун» стали готовить к списанию. К концу 1945 года экипаж корабля составлял лишь 40 % от штата. В октябре 1946 года крейсер переведён в резерв, в июле 1948 года продан на слом и 3 августа отбуксирован на разделку в Фаслейн.

## Оценка проекта
| Сравнительные характеристики линейных крейсеров времён Первой мировой войны | Сравнительные характеристики линейных крейсеров времён Первой мировой войны | Сравнительные характеристики линейных крейсеров времён Первой мировой войны | Сравнительные характеристики линейных крейсеров времён Первой мировой войны | Сравнительные характеристики линейных крейсеров времён Первой мировой войны | Сравнительные характеристики линейных крейсеров времён Первой мировой войны |
|                                                                             | «Дерфлингер»                                                                | «Тайгер»                                                                    | «Ринаун»                                                                    | «Конго»                                                                     |                                                                             |
| --------------------------------------------------------------------------- | --------------------------------------------------------------------------- | --------------------------------------------------------------------------- | --------------------------------------------------------------------------- | --------------------------------------------------------------------------- | --------------------------------------------------------------------------- |
| Страна                                                                      | Германская империя                                                          | Великобритания                                                              | Великобритания                                                              | Япония                                                                      |                                                                             |
| год закладки/ввода в строй                                                  | 1912/1914                                                                   | 1912/1914                                                                   | 1915/1916                                                                   | 1911/1913                                                                   |                                                                             |
| Размерения                                                                  | 210×29×9,2                                                                  | 214,6×27,6×8,7                                                              | 242×27,4×7,9                                                                | 214,5×28×8,4                                                                |                                                                             |
| Водоизмещение, т нормальное (полное)                                        | 26 600 (31 200)                                                             | 28 430 (35 710)                                                             | 26 416 (32 100)                                                             | 27 500 (32 000)                                                             |                                                                             |
| Расчётная скорость хода, уз. номинальная мощность, л. с. (МВт)              | 26,5 63 000 (47,0)                                                          | 28 85 000 (63,4)                                                            | 32 120 000 (89,5)                                                           | 27,5 64 000 (47,7)                                                          |                                                                             |
| Скорость хода максимальная, уз. форсированная мощность, л. с. (МВт)         | 25,5 76 634 (57,2)                                                          | 29,07 104 635 (78,0)                                                        | 32,58 126 300 (94,2)                                                        | 27,54 78 275 (58,4)                                                         |                                                                             |
| Котлы                                                                       | 18                                                                          | 39                                                                          | 42                                                                          | 36                                                                          |                                                                             |
| Дальность хода, миль при скорости хода, узлы                                | 5600 (14)                                                                   | 4650 (10)                                                                   | 4550 (15)                                                                   | 8000 (14)                                                                   |                                                                             |
| Экипаж, человек                                                             | 1112                                                                        | 1109                                                                        | 1043                                                                        | 1201                                                                        |                                                                             |
| Стоимость, млн рублей золотом                                               | 28                                                                          | 21                                                                          |                                                                             |                                                                             |                                                                             |
| Толщина брони, мм                                                           |                                                                             |                                                                             |                                                                             |                                                                             |                                                                             |
| Пояс                                                                        | 300                                                                         | 229                                                                         | 152                                                                         | 203                                                                         |                                                                             |
| Лоб башни                                                                   | 270                                                                         | 229                                                                         | 229                                                                         | 229                                                                         |                                                                             |
| Барбет                                                                      | 260                                                                         | 229                                                                         | 179                                                                         | 254                                                                         |                                                                             |
| Рубка                                                                       | 300                                                                         | 254                                                                         | 254                                                                         | 254                                                                         |                                                                             |
| Палуба                                                                      | 50—80                                                                       | 76                                                                          | 19+54                                                                       | 57                                                                          |                                                                             |
| Вооружение (ГК)                                                             |                                                                             |                                                                             |                                                                             |                                                                             |                                                                             |
| Количество                                                                  | 4×2×305-мм                                                                  | 4×2×343-мм                                                                  | 3×2×381-мм                                                                  | 4×2×356-мм                                                                  |                                                                             |
| Скорострельность, выстрелов / мин                                           | 2—3                                                                         | 2                                                                           | 1,5—2                                                                       | ?                                                                           |                                                                             |
| Масса бронебойного снаряда, кг                                              | 405,5                                                                       | 635                                                                         | 879                                                                         | 673,5                                                                       |                                                                             |
| Начальная скорость, м/с                                                     | 855                                                                         | 762                                                                         | 749                                                                         | 775                                                                         |                                                                             |
| Максимальная дальность стрельбы, м                                          | 18 000 (13,5°)                                                              | 21 710 (20°)                                                                | 26 250 (22°)                                                                | 25 000 (20°)                                                                |                                                                             |

Линейные крейсера типа «Рипалс» на момент создания получили весьма прохладную оценку британских моряков, подвергаясь критике за недостаточную защищённость. Командующий Гранд-флитом Битти даже заявил, что отказывается вести их в бой. Эти крейсера были построены по настоянию первого морского лорда Фишера и воплощали его представление о том, каким должен быть линейный крейсер. При слабой защите и высокой скорости они получили мощное вооружение из хорошо зарекомендовавших себя 381-мм орудий. Неприятным моментом было то, что орудий было всего шесть, а опыт управления огнём показывал, что оптимальное число орудий при пристрелке — восемь.
Откровенно неудачным был выбор противоминного калибра. При возврате к 102-мм орудиям уменьшение массы снаряда решили компенсировать увеличением количества стволов, для чего их разместили в трёхорудийных установках. Это позволило обеспечить хорошие углы обстрела противоминной артиллерии, однако привело к плохой поворотливости установки из-за большой массы, а также к проблемам со скорострельностью из-за неудобства заряжания центрального орудия.
Скорость кораблей не вызывала нареканий. В начале карьеры она составляла 32 узла, хотя с годами несколько упала как из-за роста водоизмещения, так и из-за износа механизмов. После модернизации с заменой механизмов «Ринаун» был способен развить 30 узлов. Ценой высокой скорости была большая масса силовой установки. Крейсера могли получить котлы с тонкими трубками и более высокими параметрами пара и турбозубчатый агрегат, однако из-за спешки в проектировании и постройке была выбрана и доработана консервативная силовая установка от «Тайгера». В итоге её масса превысила 6000 т. При этом из-за прямого привода на турбины расход топлива был слишком высоким, и дальность оставляла желать лучшего. Определённым оправданием может служить только то обстоятельство, что крейсера собирались использовать в Северном море, где большая дальность не была необходима.
Самым слабым местом линейных крейсеров типа «Ринаун» была их защищённость. Ютландское сражение показало, что концепция Фишера «догнать и уничтожить слабого, уйти от сильного» не работала в эскадренном сражении. Во время сражения, не выдержав боя с более сбалансированными немецкими линейными крейсерами, из-за слабой защищённости и выбора кордита в метательном заряде взлетели на воздух от взрыва боезапаса три британских линейных крейсера. Уровень защищённости новейших линейных крейсеров типа «Ринаун» был на уровне первого поколения линейных крейсеров, что было явно недостаточным. Неудивительно, что ещё до ввода их в строй горизонтальную защиту пришлось усиливать в срочном порядке.
«Ринаун» и «Рипалс» вошли в строй в конце войны и не успели толком поучаствовать в боях. С учётом их проблемной защиты неизвестно, как сложилась бы их послевоенная судьба, если бы не Вашингтонское морское соглашение. Не имея возможности строить новые быстроходные линкоры, британцы решили модернизировать имеющиеся линейные крейсера. Количество модернизаций и ремонтов было столь велико, что крейсера в королевском флоте получили шутливые прозвища «Перестройка» с «Переделкой».
К началу Второй мировой войны полностью модернизировать успели только «Ринаун». Крейсер получил мощное зенитное вооружение, новую энергетическую установку. Бронирование значительно усилили, увеличив толщину броневого пояса и палуб. На «Рипалсе» кардинальную модернизацию провести не успели, так что его модификации в основном заключались в усилении бронирования. Оба крейсера получили удовлетворительную защиту от 283-мм снарядов немецких «карманных линкоров» и линкоров типа «Шарнхорст» («дырой» в защите оставалась только тонкая броня барбетов). По факту именно эти корабли были основными противниками британского флота на море. По скорости, кроме «Худа», их могли догнать только «Рипалс» и «Ринаун», и неожиданно старые линейные крейсера стали весьма полезными и практически незаменимыми в борьбе с германскими рейдерами.
Но и после модернизации крейсера́ не дотягивали до уровня современных быстроходных линкоров. По меркам Второй мировой войны оставляла желать лучшего и противоторпедная защита. Недостатком «Рипалса» оставалась слабость зенитного вооружения. По иронии судьбы, это послужило причиной перевода «Рипалса» на Дальний Восток, который на тот момент был второстепенным театром боевых действий. В итоге крейсер погиб под ударами японской базовой авиации.
| Характеристика                                         | «Дойчланд»                                                    | «Шарнхорст»                                                        | «Бисмарк»                                                     | «Дюнкерк»                                         | «Литторио»                                                         | «Конго»                                       | «Ринаун»                                      |
| ------------------------------------------------------ | ------------------------------------------------------------- | ------------------------------------------------------------------ | ------------------------------------------------------------- | ------------------------------------------------- | ------------------------------------------------------------------ | --------------------------------------------- | --------------------------------------------- |
| Страна                                                 | Нацистская Германия                                           | Нацистская Германия                                                | Нацистская Германия                                           | Франция                                           | Италия                                                             | Япония                                        | Великобритания                                |
| Год постройки (модернизации)                           | 1933                                                          | 1939                                                               | 1940                                                          | 1937                                              | 1940                                                               | 1913 (1935)                                   | 1916 (1939)                                   |
| стандартное водоизмещение, т                           | 10 600                                                        | 32 100                                                             | 41 700                                                        | 26 500                                            | 40 724                                                             | 31 720                                        | 30 750                                        |
| Размерения, Д×Ш×О                                      | 188×20,7×7,3                                                  | 235,4×30×9,9                                                       | 248×36×8,7                                                    | 215,14×31,08×9,6                                  | 237,8×32,8×9,6                                                     | 222,5×29,3×9,7                                | 227,1×31,4×9,9                                |
| Тип ЭУ                                                 | дизель                                                        | ПТУ                                                                | ПТУ                                                           | ПТУ                                               | ПТУ                                                                | ПТУ                                           | ПТУ                                           |
| Мощность ЭУ, л. с. /МВт                                | 56 800 42,4                                                   | 160 000 119,3                                                      | 138 000 102,9                                                 | 111 000 82,8                                      | 128 200 95,6                                                       | 136 000 101,4                                 | 110 000 82,0                                  |
| Максимальная проектная скорость (на испытаниях), узлов | 28                                                            | 31,5                                                               | 29                                                            | 29,5 (31,06)                                      | 30 (31,3)                                                          | 30 (30,5)                                     | 28                                            |
| Дальность плавания, миль (на скорости, узлов)          | 19 000 (18)                                                   | 7100 (19)                                                          | 8525 (19)                                                     | 16 400 (17)                                       | 4700 (14)                                                          | 10 000 (18)                                   | 15 600 (10)                                   |
| Вооружение                                             |                                                               |                                                                    |                                                               |                                                   |                                                                    |                                               |                                               |
| Главный калибр                                         | 2×3 — 283-мм/52                                               | 3×3 — 283-мм/54,5                                                  | 4×2 380-мм/52                                                 | 2×4 330-мм/50                                     | 3×3 — 381-мм/50                                                    | 4×2 — 356-мм/45                               | 3×2 — 381-мм/42                               |
| Вспомогательная и зенитная артиллерия                  | 8×1 — 150-мм/55 3×2 — 88-мм/76 4×2 — 37-мм/83 10×1 — 20-мм/65 | 4×2, 4×1 — 150-мм/55 7×2 — 105-мм/65 8×2 — 37-мм/83 8×1 — 20-мм/65 | 6×2 — 150-мм/55 8×2 — 105-мм/65 8×2 — 37-мм/83 8×1 — 20-мм/65 | 2×2, 3×4 — 130-мм/45 5×2 — 37-мм/60 8×4 — 13,2-мм | 4×3 — 152-мм/55 12×1 — 90-мм/50 8×2, 4×1 — 37-мм/54 8×2 — 20-мм/65 | 14×1 — 152-мм/50 4×2 — 127-мм/40 10×2 — 25-мм | 10×2 — 114-мм/45 3×8 — 40-мм/40 4×4 — 12,7-мм |
| Торпедное                                              | 2×4 — 533-мм ТА                                               | —                                                                  | —                                                             | —                                                 | —                                                                  | —                                             | —                                             |
| Авиационное                                            | 1 катапульта 2 самолёта                                       | 1 катапульта 3 самолёта                                            | 2 катапульты 4-6 самолётов                                    | 1 катапульта 3 самолёта                           | 1 катапульта 3 самолёта                                            | 1 катапульта 3 самолёта                       | 1 катапульта 2 самолёта                       |
| Бронирование, мм                                       |                                                               |                                                                    |                                                               |                                                   |                                                                    |                                               |                                               |
| Борт                                                   | 80                                                            | 350                                                                | 320                                                           | 225 («Страсбург» — 283)                           | 70+280+36+25                                                       | 203                                           | 229                                           |
| Палуба                                                 | 18+45                                                         | 50+80                                                              | 50+95                                                         | 130+40                                            | 45+102—162                                                         | 80—152                                        | 127 погреба 76 МКУ                            |
| Рубка                                                  | 140                                                           | 350                                                                | 350                                                           | 350                                               | 280                                                                |                                               | 76                                            |
| Лоб башни                                              | 140                                                           | 360                                                                | 360                                                           | 330                                               | 350                                                                | 229                                           | 229                                           |
| Барбет                                                 | 125                                                           | 350                                                                | 340                                                           | 310                                               | 350                                                                | 229                                           | 179                                           |